# Dietrich Thurau
Dietrich Thurau, surnommé Didi Thurau, est un ancien coureur cycliste né le 9 novembre 1954 à Francfort-sur-le-Main en République fédérale d'Allemagne.
Il a été un grand pistard 3 fois champion d'Allemagne de poursuite et il a gagné 29 épreuves de Six jours. Sur la route, il a gagné 6 étapes du Tour de France, 5 étapes du Tour d'Espagne et 2 étapes du Tour d'Italie, il a porté le maillot jaune au Tour de France durant 14 étapes en 1977, et il a gagné deux grandes classiques : le Championnat de Zurich en 1978 et Liège-Bastogne-Liège en 1979. Il prend la 2e place aux  Championnats du monde sur route 1979. Il totalise 94 victoires chez les professionnels.
Son fils Björn Thurau a fait partie de l'équipe de son ancien adversaire Jean-René Bernaudeau.
Il a été impliqué dans des affaires de dopage à cinq reprises.

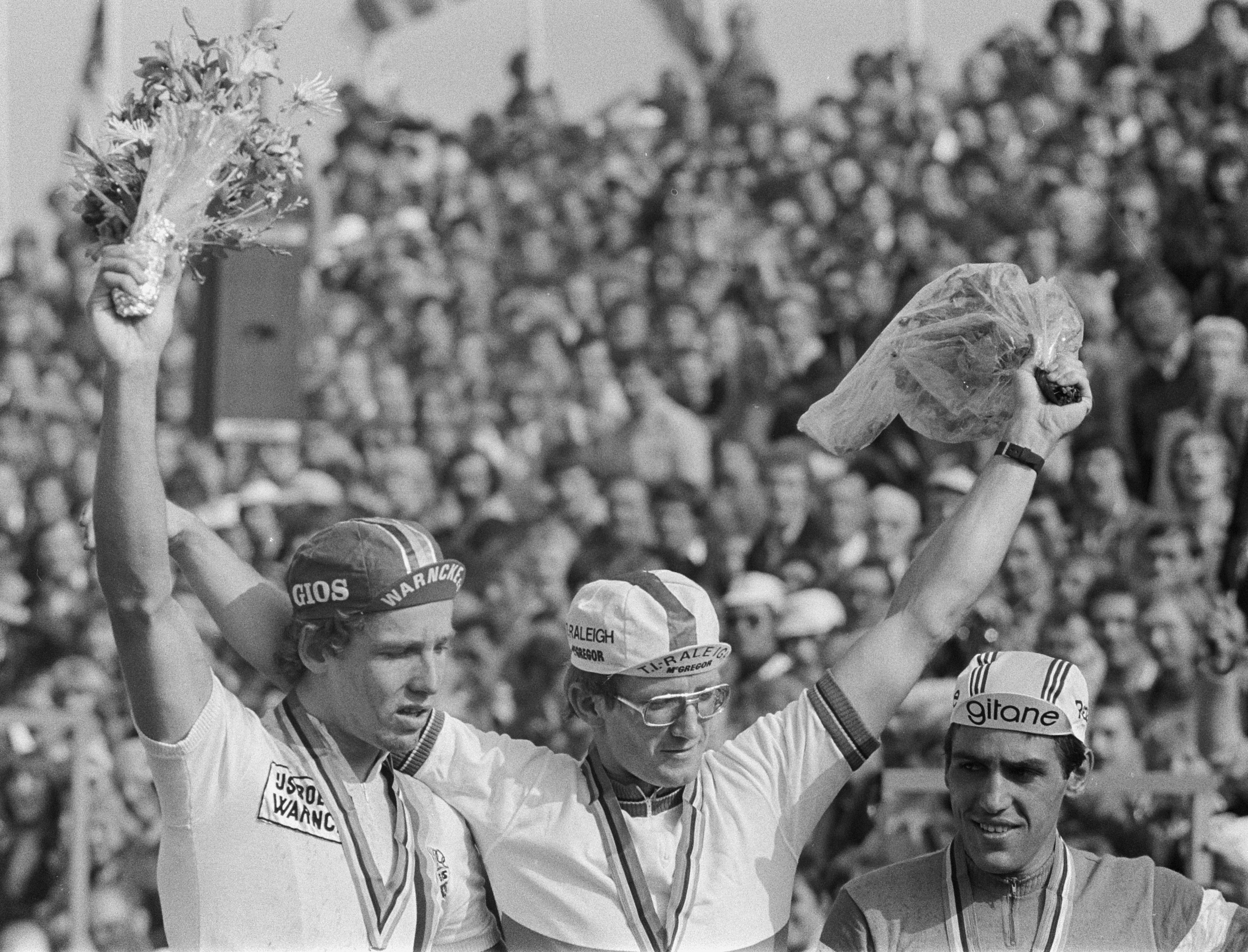
Dietrich Thurau à gauche, sur le podium lors des championnats du monde sur route en 1979, en compagnie de Jan Raas et Jean-René Bernaudeau.

## Palmarès sur route

### Palmarès amateur
- 1972
  -  Champion d'Allemagne sur route juniors
  - Dusika Jugend Tour :
    - Classement général
    - 3e étape (contre-la-montre)
- 1974
  - Tour de Cologne

### Palmarès professionnel
- 1975
  -  Champion d'Allemagne sur route
  - Prologue du Tour d'Indre-et-Loire (contre-la-montre par équipes)
  - Tour de l'Oise :
    - Classement général
    - 1re étape

  - Grand Prix de Fourmies
  - 2e du Tour d'Indre-et-Loire
  - 2e de Bruxelles-Meulebeke
  - 2e du Tour de Zélande centrale
  - 2e du Grand Prix de l'Escaut
  - 2e du Grand Prix du canton d'Argovie
  - 3e du Tour d'Andalousie
  - 3e du Grand Prix Union Dortmund
  - 6e de Paris-Nice
  - 8e de l'Amstel Gold Race
  - 8e de Paris-Bruxelles
  - 10e du Tour de Suisse
- 1976
  -  Champion d'Allemagne sur route
  - Tour d'Espagne :
    -  Classement par points
    - Prologue, 9e, 16e, 18e et 19eb (contre-la-montre) étapes

  - 5e étape du Tour de Suisse
  - 2e du Grand Prix Union Dortmund
  - 2e du Grand Prix de Fourmies
  - 4e du Tour d'Espagne
  - 7e de la Flèche wallonne
  - 8e du Tour de Suisse
- 1977
  - Tour d'Andalousie :
    - Classement général
    - 1rea, 2ea, 2eb, 3e, 4e, 5e, 6e et 7ea (contre-la-montre) étapes

  - Grand Prix E3
  - Tour de France :
    -  Classement du meilleur jeune
    - Prologue, 2e, 5eb (contre-la-montre), 16e et 22ea (contre-la-montre) étapes

  - Grand Prix du canton d'Argovie
  - Grand Prix Union Dortmund
  - 2e du Grand Prix de Francfort
  -  2e du championnat du monde sur route
  - 3e de Kuurne-Bruxelles-Kuurne
  - 3e de Liège-Bastogne-Liège
  - 4e des Quatre Jours de Dunkerque
  - 5e du Tour de France
  - 7e de Paris-Nice
  - 7e du Tour de Suisse
  - 8e de Paris-Roubaix
  - 9e du Super Prestige Pernod
- 1978
  - Étoile de Bessèges :
    - Classement général
    - 2e, 3e, 4e et 5e étapes

  - 1rea étape du Tour de Belgique (contre-la-montre)
  - Championnat de Zurich
  - Prologue et 4e (contre-la-montre) étape du Tour d'Italie
  - 2e étape du Tour de Suisse
  - Grand Prix de l'Escaut
  - 2e de Liège-Bastogne-Liège
  - 3e du Tour de Belgique
  - 3e de la Flèche wallonne
  - 9e de l'Amstel Gold Race
  - 9e de Paris-Bruxelles
- 1979
  - Tour d'Andalousie :
    - Classement général
    - 1re et 2e étapes

  - 5e étape de Paris-Nice
  - 1rea étape du Tour de Belgique (contre-la-montre par équipes)
  - Liège-Bastogne-Liège
  - 19e étape du Tour de France
  - Tour d'Allemagne :
    - Classement général
    - Prologue

  -  2e du championnat du monde sur route
  - 10e du Tour de France
- 1980
  - 2e étape du Tour du Tarn
  - 2e du Circuit de la vallée de la Lys
  - 3e de Paris-Roubaix
  - 3e du championnat d'Allemagne sur route
- 1981
  - Prologue et 4e étape du Tour d'Allemagne
  - 2e du Grand Prix de Francfort
  - 7e du Tour de Suisse
- 1983
  - 2e du Coca-Cola Trophy
  - 5e du Tour d'Italie
- 1986
  - Coca-Cola Trophy
- 1987
  - Coca-Cola Trophy
  - 4e étape du Tour de Suisse (contre-la-montre)
  - 7e du Tour de Suisse

### Résultats dans les grands tours

#### Tour de France
6 participations
- 1977 : 5e,  vainqueur du classement du meilleur jeune, vainqueur du prologue et des 2e, 5eb (contre-la-montre), 16e et 22ea (contre-la-montre) étapes,  maillot jaune pendant 13 jours (11 étapes et 4 demi-étapes)
- 1979 : 10e, vainqueur de la 19e étape
- 1980 : non-partant (10e étape)
- 1982 : non-partant (20e étape)
- 1985 : éliminé (10e étape)
- 1987 : non-partant (15e étape)

#### Tour d'Italie
6 participations
- 1978 : abandon (10e étape), vainqueur du prologue et de la 4e étape (contre-la-montre)
- 1981 : 14e
- 1982 : abandon
- 1983 : 5e
- 1986 : 18e
- 1987 : 52e

#### Tour d'Espagne
2 participations
- 1976 : 4e,  vainqueur du classement par points, vainqueur du prologue et des 9e, 16e, 18e et 19eb (contre-la-montre) étapes,  maillot amarillo pendant 7 jours
- 1983 : 36e

## Palmarès sur piste

### Palmarès amateur
| - 1971 - Champion d'Allemagne junior de poursuite - 1973 - Champion d'Allemagne amateur de l'américaine (avec Volker Sprenger) - 3e du championnat d'Allemagne de poursuite amateur | - 1974 - Champion du monde de poursuite par équipes amateurs (avec Günther Schumacher, Peter Vonhof, Hans Lutz) - Champion d'Allemagne amateur de poursuite - Champion d'Allemagne amateur de l'américaine (avec Peter Vonhof) - 4e du championnat du monde de poursuite amateur |

### Palmarès professionnel
| - 1975 - Champion d'Allemagne de poursuite - Six jours de Berlin (avec Patrick Sercu) - 2e des Six jours de Francfort (avec Patrick Sercu) - 1976 - Champion d'Allemagne de poursuite - Six jours de Berlin (avec Günter Haritz) - Six jours de Francfort (avec Günter Haritz) - 2e des Six jours de Dortmund (avec Günter Haritz) - 1977 - Six jours de Dortmund (avec Jürgen Tschan) - Six jours de Francfort (avec Jürgen Tschan) - 2e du championnat d'Allemagne de l'américaine (avec Günter Haritz) - 2e des Six jours de Rotterdam (avec Günter Haritz) - 2e des Six jours de Berlin (avec René Pijnen) - 1978 - Six jours de Berlin (avec Patrick Sercu) - Six jours de Francfort (avec Patrick Sercu) - Six jours de Grenoble (avec Patrick Sercu) - Omnium de Gand (avec Danny Clark, Roman Hermann et Maurice Burton) - 3e du championnat d'Europe d'omnium - 3e des Six jours de Dortmund (avec Patrick Sercu) - 1979 - Champion d'Europe de course derrière derny - Six jours de Dortmund (avec Patrick Sercu) - Six jours de Munich (avec Patrick Sercu) - Six jours de Berlin (avec Patrick Sercu) - Américaine de Cologne - 2e des Six jours de Francfort (avec Patrick Sercu) - 3e du championnat d'Europe de course à l'américaine (avec Patrick Sercu) - 3e des Six jours de Brême (avec Patrick Sercu) - 5e du championnat d'Europe d'omnium - 1980 - Champion d'Europe de course derrière derny - Champion d'Allemagne de course derrière derny - Omnium de Dortmund - 2e des Six jours de Hanovre (avec Patrick Sercu) - 3e du championnat d'Europe de course à l'américaine (avec Patrick Sercu) - 1981 - Six jours de Berlin (avec Gregor Braun) - Six jours de Francfort (avec Gregor Braun) - Six jours de Zurich (avec Albert Fritz) - 2e des Six jours de Munich (avec René Pijnen) - 1982 - Champion d'Allemagne de l'américaine (avec Albert Fritz) - 2e des Six jours de Rotterdam (avec Albert Fritz) - 2e des Six jours de Copenhague (avec Albert Fritz) - 2e des Six jours de Munich (avec Albert Fritz) - 3e du championnat d'Allemagne d'omnium - 3e des Six jours de Brême (avec Gregor Braun) - 3e des Six jours de Berlin (avec Albert Fritz) | - 1983 - Six jours de Francfort (avec Albert Fritz) - Six jours de Cologne (avec Albert Fritz) - Six jours de Maastricht (avec Albert Fritz) - 2e des Six jours de Munich (avec Gert Frank) - 2e des Six jours de Gand (avec Albert Fritz) - 3e des Six jours de Dortmund (avec Horst Schütz) - 3e des Six jours de Zurich (avec Albert Fritz) - 1984 - Six jours de Brême (avec Albert Fritz) - Six jours de Copenhague (avec Albert Fritz) - 2e des Six jours de Paris (avec Francesco Moser) - 2e des Six jours de Milan (avec Guido Bontempi) - 3e des Six jours de Cologne (avec Albert Fritz) - 3e des Six jours de Rotterdam (avec Albert Fritz) - 3e des Six jours de Munich (avec Danny Clark) - 3e des Six jours de Maastricht (avec Albert Fritz) - 1985 - Six jours de Cologne (avec Danny Clark) - 2e des Six jours de Brême (avec Danny Clark) - 2e des Six jours de Stuttgart (avec Albert Fritz) - 3e du championnat d'Europe de course à l'américaine (avec Josef Kristen) - 1986 - Six jours de Brême (avec Josef Kristen) - Six jours de Munich (avec Danny Clark) - Six jours de Maastricht (avec René Pijnen) - 2e des Six jours de Stuttgart (avec Josef Kristen) - 3e des Six jours de Rotterdam (avec Bert Oosterbosch) - 3e des Six jours de Zurich (avec Joaquim Schlaphoff) - 1987 - Six jours de Berlin (avec Urs Freuler) - Six jours de Munich (avec Urs Freuler) - Six jours de Zurich (avec Urs Freuler) - Six jours de Cologne (avec René Pijnen) - Six jours de Brême (avec Danny Clark) - 2e des Six jours de Münster (avec Danny Clark) - 3e des Six jours de Stuttgart (avec Danny Clark) - 9e du championnat d'Europe de course à l'américaine (avec Danny Clark) - 1988 - Six jours de Stuttgart (avec Roman Hermann) - Omnium de Dortmund - 2e des Six jours de Berlin (avec Urs Freuler) - 3e des Six jours de Münster (avec Roman Hermann) - 1989 - 3e des Six jours de Stuttgart (avec Constant Tourné) |

## Distinctions
- Cycliste allemand de l'année : 1973 et 1977